# Aleksandr Uss
Aleksandr Viktorovič Uss (in russo Александр Викторович Усс?; Novogorodka, 3 novembre 1954) è un politico, imprenditore e docente di diritto russo, Governatore di Krasnoyarsk Krai dal settembre 2018.  Membro del partito Russia Unita, è stato professore e presidente dell'Università Federale Siberiana ed è considerato il più ricco Governatore russo con un patrimonio (ereditato dal padre) stimato nel 2018 in 1,5 miliardi di rubli.
Dal 2022 è tra le persone sottoposte a sanzioni per aver sostenuto la guerra della Russia contro l'Ucraina da parte della Gran Bretagna, Stati Uniti,, Canada.

## Biografia
Nato nel novembre 1954 nel villaggio di Novogorodka, distretto di Ilansky, territorio di Krasnoyarsk. Suo padre,  Viktor Petrovich Uss (1922-2011), è stato presidente di una fattoria collettiva, decorato come Eroe del lavoro socialista, ha partecipato alla seconda guerra mondiale ottenendo due medaglie "Per il coraggio". Smobilitato nel 1947 con il grado di sottotenente. La madre era Maria Fominichna Uss (1928-2017).

### Attività scientifica
Nel 1976 si è laureato con lode presso la Facoltà di Giurisprudenza dell'Università Statale di Krasnoyarsk. Nel 1976-1980 è stato ricercatore all'Università Statale di Tomsk. Nel 1981-1993 è stato assistente e professore del dipartimento di diritto penale presso l'Università statale di Krasnoyarsk. 
Dal 1986 al 1988 ha frequentato con una borsa di studio l'Istituto di Diritto Penale Straniero ed Internazionale M. Planck a Friburgo, in Germania. Nel 1994 si è specializzato presso l'Università statale di Tomsk in Diritto penale e criminologia.

### Carriera politica
Nel 1993 è stato nominato capo dell'ufficio legale dell'amministrazione Krasnoyarsk Krai. Nello stesso anno, Uss è stato nominato candidato al Consiglio della Federazione dall'Evenk Autonomous Okrug. Dal 1994 al 1995 è stato Deputato del Consiglio della Federazione e membro della Commissione Affari Internazionali.
Dal 1995 al 1997, Uss è stato Vice Governatore di Krasnoyarsk Krai, sotto Valery Zubov, e ha supervisionato l'ordine pubblico e le questioni legali.
Il 7 dicembre 1997 Uss è stato eletto deputato dell'Assemblea legislativa del Krasnoyarsk Krai dal blocco elettorale "Unione degli affari e dell'ordine - Il futuro del territorio". Nel gennaio 1998 è stato promosso Presidente dell'Assemblea Legislativa. Dal 1998, d'ufficio, è stato membro del Consiglio della Federazione, ed è stato membro della Commissione Affari Internazionali.
Nel marzo 2001, Uss ha aderito al partito Russia Unita. Il 23 dicembre 2001 è stato rieletto deputato e il 9 gennaio 2002 presidente dell'Assemblea legislativa del Krasnoyarsk Krai. Nel dicembre 2001 si è dimesso da membro del Consiglio della Federazione in conformità con la legge sulla nuova procedura per la formazione della Camera alta del parlamento russo.
Nel 2002 si è candidato alla carica di governatore del Krasnoyarsk Krai, classificandosi primo al primo turno l'8 settembre ottenendo il 27,6% dei voti. Al secondo turno ha ottenuto il 42% dei voti, ma ha perso contro il governatore dell'Okrug autonomo del Taymyr Aleksandr Khloponin, con oltre il 48%.
Il 15 aprile 2007 è stato eletto deputato dell'Assemblea legislativa del Krasnoyarsk Krai unito, e alla prima sessione del parlamento del Krasnoyarsk Krai unito (14 maggio 2007), di cui Uss era Presidente dell'Assemblea legislativa, 51 deputati su 52 presenti lo hanno votato per la candidatura a Governatore.

## Governatore di Krasnoyarsk Krai
Il 29 settembre 2017, con decreto del Presidente della Russia, Uss è stato nominato Governatore ad interim del Krasnoyarsk Krai. Il 9 settembre 2018 è stato eletto governatore del Krasnoyarsk Krai, ottenendo il 60,19% dei voti ed entrando ufficialmente in carica il 29 settembre.

## Vita privata
Sposato con Lyudmila Prokopyevna Uss (nata nel 1954), un'imprenditrice laureata all'Università statale di Krasnoyarsk.
Hanno 2 figlie, Maria Aleksandrovna, (nata nel 1977), avvocato di formazione, e Aleksandra, (nata nel 1992), e un figlio, Artyom (nato nel 1982), avvocato.

### L'arresto e la fuga del figlio
Il 9 ottobre 2022 il Dipartimento di Giustizia degli Stati Uniti ha accusato cinque russi e due commercianti di petrolio venezuelani di contrabbando (in violazione dell'embargo) di milioni di barili di petrolio destinati a persone russe e e cinesi e riciclaggio di denaro.
Artyom Uss era anche accusato di aver comprato da industrie statunitensi e poi inviate in Russia microprocessori e semiconduttori. Poco dopo, il 17 ottobre, il Artyom Uss è stato trattenuto all'aeroporto di Milano Malpensa, in Italia, su richiesta degli Stati Uniti e posto agli arrestati domiciliari nei dintorni di Milano, a Basiglio, dove il giovane è proprietario di un appartamento. Alexander Uss ha definito la detenzione di suo figlio "politicamente colorata". Il 22 marzo 2023 la fuga: Uss, sposato con Maria Ivanovna Yagodina e padre di un figlio di 6 anni, entrambi in Russia,  è riuscito a tagliare il braccialetto e ad evadere, riparando in Russia dopo aver cambiato più volte vettura.

### La ricchezza della famiglia
Secondo Aleksandr Uss, considerato il leader più ricco della regione russa, l'eredità sotto forma di proprietà immobiliari e finanziarie è stata ricevuta da lui dopo la morte dei suoi genitori. Possiede un edificio residenziale con una superficie di oltre 320 metri quadrati, quattro terreni, quattro case di campagna, un edificio di servizio e una Range Rover. Anche la moglie sta finanziariamente bene, possedendo tra l'altro tre appartamenti, uno stabilimento balneare, tre auto straniere e un motoscafo. La proprietà della famiglia del governatore del territorio di Krasnoyarsk è stimata nel 2018 in 1,5 miliardi di rubli.